# Krokek
Krokek är en tätort i Norrköpings kommun i Östergötlands län och kyrkbyn i Krokeks socken, cirka 8 km från Kolmårdens djurpark och vid norra stranden av Bråviken. Krokek ligger cirka 20 km nordost om Norrköping.

## Historia
Området har en lång historia med flera stenåldersboplatser i socknen. Från järnåldern finns ett fåtal gravfält med stensättningar och gravhögar, vilket indikerar en gårdsbebyggelse i trakten för omkring  1 000-2 000 år sedan. Ett av de stora slag som finns omnämnda från järnåldern, slaget vid Bråvalla skall enligt vissa källor ha stått utanför Krokek. Namnet Kolmården, den stora skog i vilken Krokek ligger omnämns i skrifter från 1000-talet. Kolmården betyder fritt översatt till modern svenska "Den mörka skogen". Däremot är gårdsnamnen i Krokeks socken förhållandevis unga, det vill säga medeltida eller senare, med några undantag, till exempel Svintuna.
Ortnamnet härrör från en ek som utgjort gränsmärke mellan Östergötland och Södermanland. Det omnämns i flera medeltida diplom och i samband med klostret, Krokeks konvent, som etablerades på 1420-1440-talet. En utpekad ek knäcktes av en storm 1902, och en 6 meter hög ihålig stam stod kvar till 1912. Då sågades den till ved och stubben mättes till 785 centimeter i omkrets. Eken låg strax öster om Krokeks ödekyrka, en gång anlagd i Krokeks konvent, även kallad Kung Fredriks kyrka.
Genom området passerade också den svenska kungens kröningståg under delar av medeltiden, mer känt under namnet Eriksgata. Denna gick genom Krokek där östgötarna tog över kungens följe som beskyddare när sörmlänningarna följt honom från Strängnäs. Även Carl von Linné omnämner Kolmården (Krokek)[källa behövs] i sina skildringar av resan genom Sverige när han arbetade med sitt livsverk Systema Naturae. Carl von Linnés nattläger när han var i trakterna finns kvar än i dag omkring en mil norr om Krokek i Wreta Gestgifveri. Det finns historiska dokument som visar att flera större kloster varit etablerade som viktiga viloplatser för resande, ett av de bäst dokumenterade är Krokeks konvent från 1440.
I sydöstra delen av tätorten vid Bråviken ligger samhället Kolmården. För denna inrättades 14 februari 1936 Kolmårdens municipalsamhälle i Krokeks landskommun. När landskommunen uppgick i Kolmårdens landskommun 1 januari 1952 upplöstes municipalsamhället.

### Järnvägen

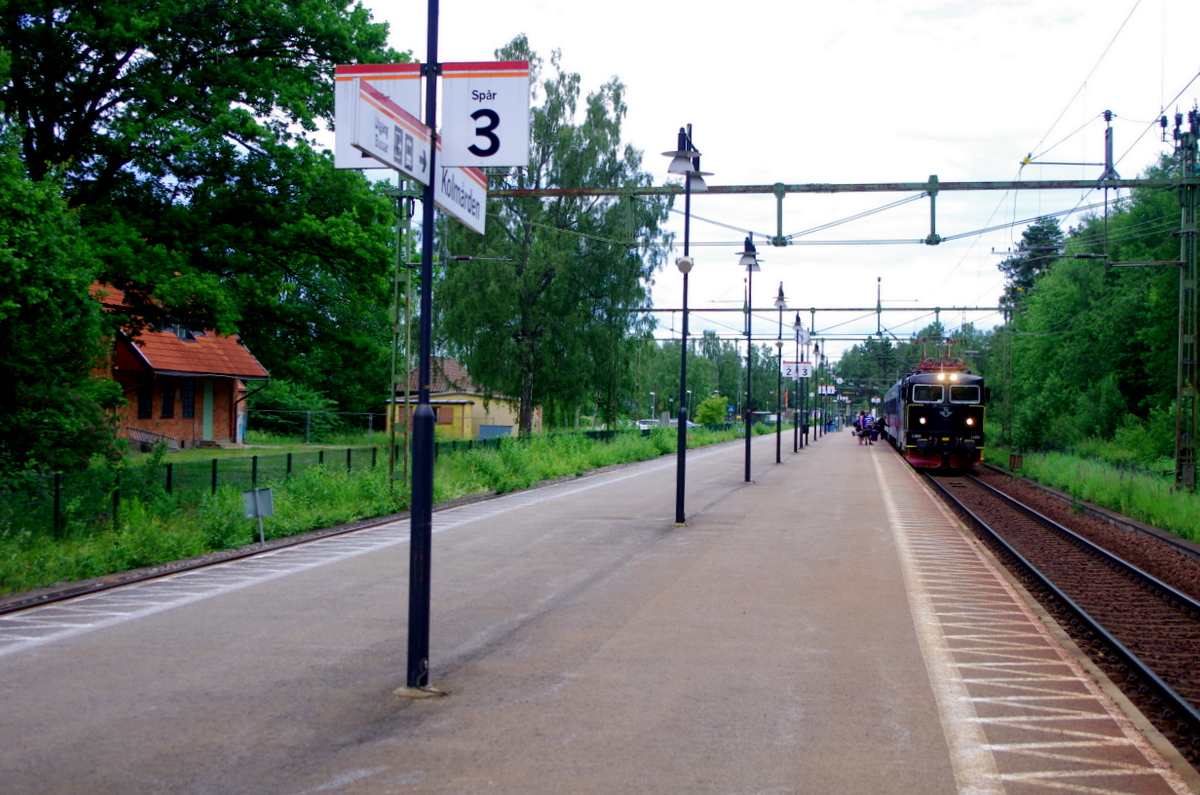
Kolmården station i Krokek. Till vänster det gamla stationshuset

Järnvägssträckan mellan Nyköping och Norrköping (Nyköpingsbanan) går också igenom Krokek där tågen sedan 2000 återigen stannar och stationen bytt namn till Kolmårdens station. Det var vid denna järnväg som Sveriges genom tiderna största tågolycka inträffade, benämnd som järnvägsolyckan i Getå.

### Befolkningsutveckling
| Befolkningsutvecklingen i Krokek 1960–2020 | Befolkningsutvecklingen i Krokek 1960–2020 | Befolkningsutvecklingen i Krokek 1960–2020 | Befolkningsutvecklingen i Krokek 1960–2020 | Befolkningsutvecklingen i Krokek 1960–2020 |
| ------------------------------------------ | ------------------------------------------ | ------------------------------------------ | ------------------------------------------ | ------------------------------------------ |
|                                            |                                            |                                            |                                            |                                            |
| År                                         |                                            |                                            | Folkmängd                                  | Areal (ha)                                 |
| 1960                                       | 1960                                       |                                            | 1 093                                      |                                            |
| 1965                                       | 1965                                       |                                            | 1 277                                      |                                            |
| 1970                                       | 1970                                       |                                            | 1 949                                      |                                            |
| 1975                                       | 1975                                       |                                            | 2 719                                      |                                            |
| 1980                                       | 1980                                       |                                            | 3 186                                      |                                            |
| 1990                                       | 1990                                       |                                            | 4 051                                      | 422                                        |
| 1995                                       | 1995                                       |                                            | 4 110                                      | 423                                        |
| 2000                                       | 2000                                       |                                            | 4 082                                      | 423                                        |
| 2005                                       | 2005                                       |                                            | 4 154                                      | 423                                        |
| 2010                                       | 2010                                       |                                            | 4 285                                      | 424                                        |
| 2015                                       | 2015                                       |                                            | 5 053                                      | 579                                        |
| 2020                                       | 2020                                       |                                            | 5 127                                      | 572                                        |
| Anm.: Sammanvuxen med Strömsfors 2015.     |                                            |                                            |                                            |                                            |

## Politik

### Resultat i riksdagsval
| År   | %    | Röster | V    | S    | MP  | C    | L    | KD   | M    | SD   | NyD | Vänster | Höger | Ref    |
| ---- | ---- | ------ | ---- | ---- | --- | ---- | ---- | ---- | ---- | ---- | --- | ------- | ----- | ------ |
| 1973 | 87.5 | 2,247  | 4.0  | 45.9 |     | 26.6 | 6.2  | 2.9  | 14.1 |      |     | 49.9    | 46.8  | [ 7 ]  |
| 1976 | 91.1 | 2,527  | 2.5  | 42.9 |     | 27.0 | 10.2 | 2.3  | 15.1 |      |     | 45.4    | 51.5  | [ 8 ]  |
| 1979 | 91.0 | 2,742  | 3.2  | 43.4 |     | 19.5 | 11.8 | 1.8  | 19.1 |      |     | 46.6    | 50.4  | [ 9 ]  |
| 1982 | 91.7 | 2,918  | 3.3  | 47.3 | 2.0 | 15.0 | 5.5  | 2.1  | 24.9 |      |     | 50.6    | 45.3  | [ 10 ] |
| 1985 | 90.6 | 3,089  | 3.2  | 46.6 | 1.9 | 11.6 | 13.8 |      | 22.9 |      |     | 49.8    | 48.3  | [ 11 ] |
| 1988 | 86.1 | 2,987  | 4.0  | 45.5 | 6.0 | 9.2  | 12.4 | 3.2  | 19.4 |      |     | 55.4    | 40.9  | [ 12 ] |
| 1991 | 87.1 | 3,354  | 3.3  | 36.0 | 3.6 | 8.1  | 7.4  | 7.7  | 25.2 |      | 7.8 | 39.3    | 48.3  | [ 13 ] |
| 1994 | 88.2 | 3,538  | 5.1  | 45.5 | 7.2 | 5.9  | 4.7  | 4.0  | 24.4 |      | 1.8 | 57.3    | 39.0  | [ 14 ] |
| 1998 | 82.5 | 3,379  | 11.1 | 36.3 | 7.8 | 3.5  | 2.1  | 12.7 | 23.8 |      |     | 54.4    | 42.1  | [ 15 ] |
| 2002 | 82.6 | 3,382  | 7.4  | 41.7 | 6.6 | 4.3  | 10.6 | 10.1 | 16.6 | 1.2  |     | 55.6    | 41.6  | [ 16 ] |
| 2006 | 85.2 | 3,582  | 5.3  | 32.9 | 6.1 | 6.6  | 5.3  | 7.5  | 27.7 | 3.6  |     | 44.3    | 47.1  | [ 17 ] |
| 2010 | 86.9 | 3,862  | 3.7  | 28.2 | 8.0 | 5.3  | 6.5  | 7.0  | 33.1 | 7.0  |     | 39.9    | 52.0  | [ 18 ] |
| 2014 | 88.9 | 4,017  | 4.0  | 28.0 | 6.9 | 4.8  | 4.8  | 4.5  | 25.0 | 18.9 |     | 38.9    | 38.9  | [ 19 ] |
| 2018 | 89.2 | 4,151  | 5.8  | 26.0 | 4.5 | 6.6  | 4.9  | 6.5  | 21.9 | 22.1 |     | 42.8    | 55.4  | [ 20 ] |
| 2022 | 88.9 | 4,138  | 3.9  | 28.7 | 4.8 | 4.6  | 3.9  | 6.6  | 22.0 | 25.3 |     | 41.9    | 57.8  | [ 21 ] |

## Samhället
Samhället inrymmer mestadels villor och radhus men även ett antal hyresrätter finns. Till samhället räknas Sandviken, Strömsfors, Sjövik, Torskär och den vackra sluttningen som löper utmed Bråviken mot Getå med vidsträckt utsikt över vattnet. 
I Krokek finns det två grundskolor, Råsslaskolan och Uttersbergskolan. På Uttersberg går årskurs F-3, och på Råssla 4-9. De flesta fortsätter på gymnasieskolor i Norrköping efter grundskolans slut. Det fanns 2021 sju förskolor på orten.
Norrköpings kommun är största arbetsgivare i Krokek.

## Idrott
Här finns verksamhet inom ungdomsfotboll, ridning, orientering, scouting och sportskytte samt motocross.
- Krokeks IF – en lokal fotbollsförening i Krokek grundad 1936.

## Kända personer från Krokek och med anknytning till orten
- Axel Einar Hjorth
- Bengt Danielsson
- Anna Forsberg - svensk orienterare
- Jonas Jacobsson
- Ulf Lundkvist
- Ester Ringnér-Lundgren – författare som hade sommarbostad på orten.
- Chris Dangerous – musiker boende i orten.
- Ebbe Linde 1897-1991 - poet, dramatiker och översättare
- Sven Björklund